# Salmon Bay Bridge
Die Salmon Bay Bridge ist eine zweigleisige Eisenbahnbrücke im Nordwesten von Seattle im Bundesstaat Washington der USA. Sie quert den westlichen Teil der namensgebenden Salmon Bay, die Bestandteil des Lake Washington Ship Canal ist. Im Zuge des Baus des Kanals musste 1913 die Strecke der Great Northern Railway (GN) zwischen Seattle und Everett von der Nord- auf die Südseite der Salmon Bay verlegt werden. Die GN entschied sich dabei für einen zweigleisigen Ausbau des Abschnitts und den Bau einer Fachwerkbrücke mit integrierter Klappbrücke am Eingang der Bucht, direkt vor den Schleusenanlagen der Ballard Locks. Die GN fusionierte 1970 mit anderen Eisenbahngesellschaften zur Burlington Northern Railroad, die wiederum 1995 in der BNSF Railway aufging. Die Brücke wird neben dem Schienengüterverkehr der BNSF auch von den Vorortzügen der Sounder Commuter Rail sowie von den Amtrak-Fernreisezügen Empire Builder und Cascades genutzt.

## Geschichte

### Zugang der Great Northern Railway nach Seattle 1891

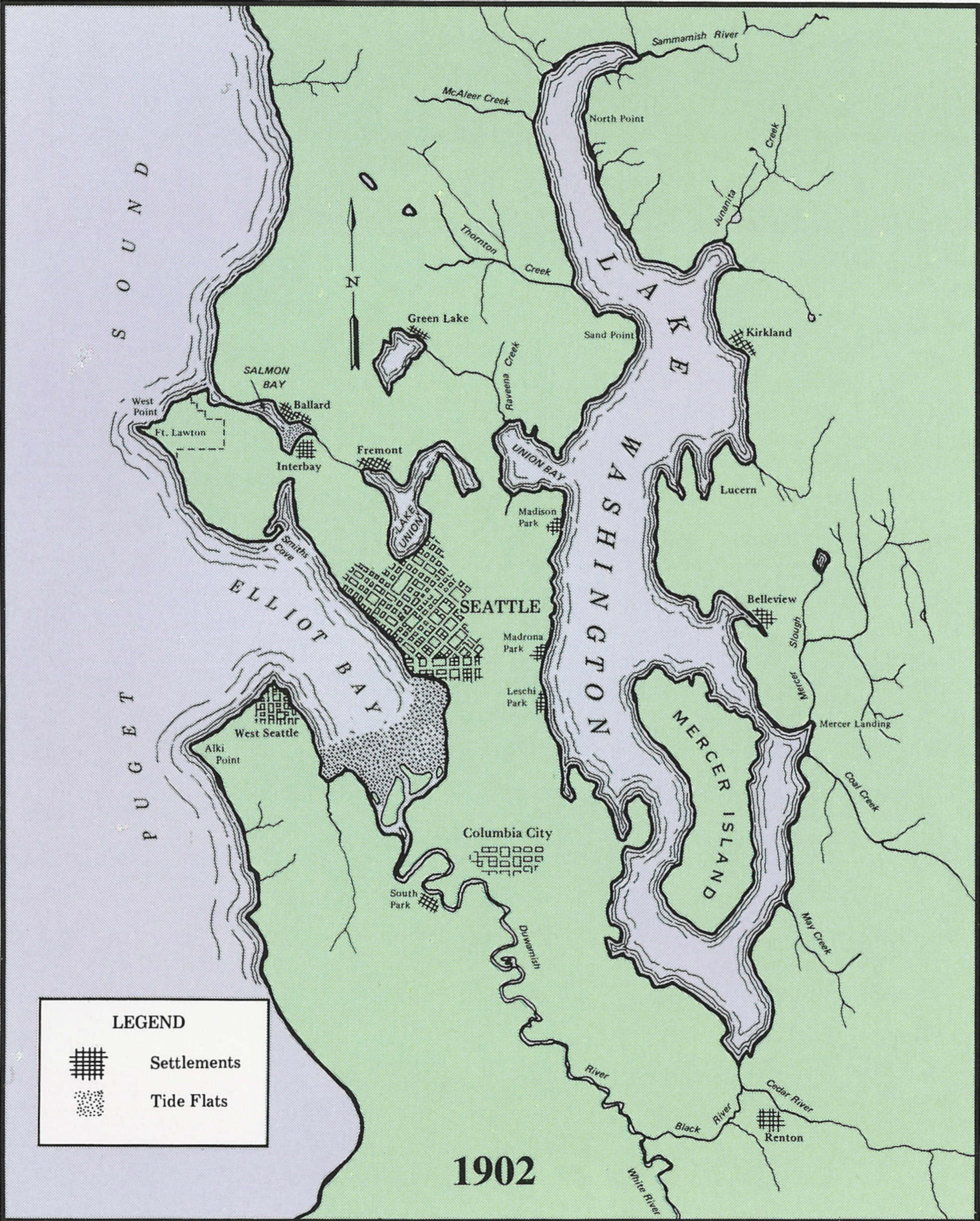
Umgebung von Seattle 1902, links oberhalb des Stadtzentrums die Salmon Bay und die nördlichen Stadtteile Ballard und Interbay

Die ersten nördlichen transkontinentalen Eisenbahnverbindungen in den USA entstanden Ende des 19. Jahrhunderts zwischen den Großen Seen und der Pazifikküste durch die Northern Pacific Railway (NP) und die Great Northern Railway (GN). Die NP realisierte bis 1888 eine Verbindung von Duluth nach Seattle und die GN folgte bis 1893 mit einer Strecke von den „Twin Cities“ Minneapolis und St. Paul ebenfalls nach Seattle. Letztere war die Hauptgesellschaft des Eisenbahnimperiums von James J. Hill, der ab den 1870er Jahren in Minnesota, Wisconsin, North Dakota und Montana einzelne Eisenbahngesellschaften erwarb, umfassend ausbaute und bis Anfang des 20. Jahrhunderts in die GN integrierte. Schon vor der Fertigstellung seiner transkontinentalen Verbindung sicherte er sich mit dem Zukauf kleinerer Gesellschaften und dem Bau der Seattle and Montana Railway zwischen der kanadischen Grenze und Seattle ab Ende der 1880er Jahre den Zugang der GN zu den Städten an der Pazifikküste. Die Seattle and Montana Railway erreichte die Stadt von Norden aus schon Ende 1891 und verlief von Everett an der Küste des Puget Sound südwärts nach Seattle. Oberhalb der Salmon Bay bog sie nach Osten in Richtung Ballard ab und überquerte die Bucht an ihrem Ostende parallel zur Ballard Bridge auf einer Trestle-Brücke nach Interbay. Von dort verlief die Strecke südwärts ins heutige Stadtzentrum von Seattle an der Elliott Bay, wo bis 1906 die gemeinsam von NP und GN betriebene King Street Station entstand.

### Salmon Bay Bridge 1914
Anfang der 1890er Jahre wurde in Seattle mit Planungen zum Bau einer schiffbaren Verbindung zwischen dem Puget Sound und dem östlich landeinwärts gelegenen Lake Washington begonnen. Ab 1911 entstanden verbindende Kanalabschnitte von der Salmon Bay zum Lake Union und von dort zum Lake Washington, die zusammen den Lake Washington Ship Canal bilden. Einschließlich des Baus der Schleusenanlagen der Ballard Locks (seit 1956 Hiram M. Chittenden Locks) am Eingang zur Salmon Bay und einer Vielzahl neuer Brücken entlang des Kanals, dauerte die Fertigstellung bis ins Jahr 1934. Auch die GN sah sich gezwungen, eine neue Eisenbahnbrücke über die Salmon Bay zu bauen. Durch die Staustufe wurde der Wasserspiegel in der Salmon Bay um etwa sechs Meter angehoben. Die alte Trestle-Brücke war dafür zu niedrig und erlaubte keine Passage für den zukünftigen Schiffsverkehr. Die GN entschied sich für einen neuen Brückenstandort am Eingang zur Salmon Bay direkt vor den Schleusenanlagen und nutzte die dafür nötige Änderung des Streckenverlaufes für einen zweigleisigen Ausbau des Abschnitts. Die Gleisebene der neuen Brücke lag jetzt 20 Meter über Niedrigwasser. Zusätzlich wurde eine von Joseph Baermann Strauss entworfene Strauss-Klappbrücke integriert. Obwohl hauptsächlich bekannt für den Entwurf den Golden Gate Bridge in den 1920er Jahren, hatte Strauss Anfang der 1900er Jahre ein neues Design einer Klappbrücke mit oberen Gegengewicht entwickelt und wurde in den folgenden Jahrzehnten zu einem der führenden Experten für bewegliche Brücken. Er entwarf auch eine Klappbrücke für die neue Brücke der NP über den Kanal, die vorher die Ballard Bridge nutzte. Erste Entwürfe für die Salmon Bay Bridge der GN stammten aus dem Jahre 1910, die bis 1912 modifiziert und im Juli des Jahres vom War Department freigegeben wurden. Der neue Streckenabschnitt der GN einschließlich der Brücke konnte daraufhin bis 1914 fertiggestellt werden.

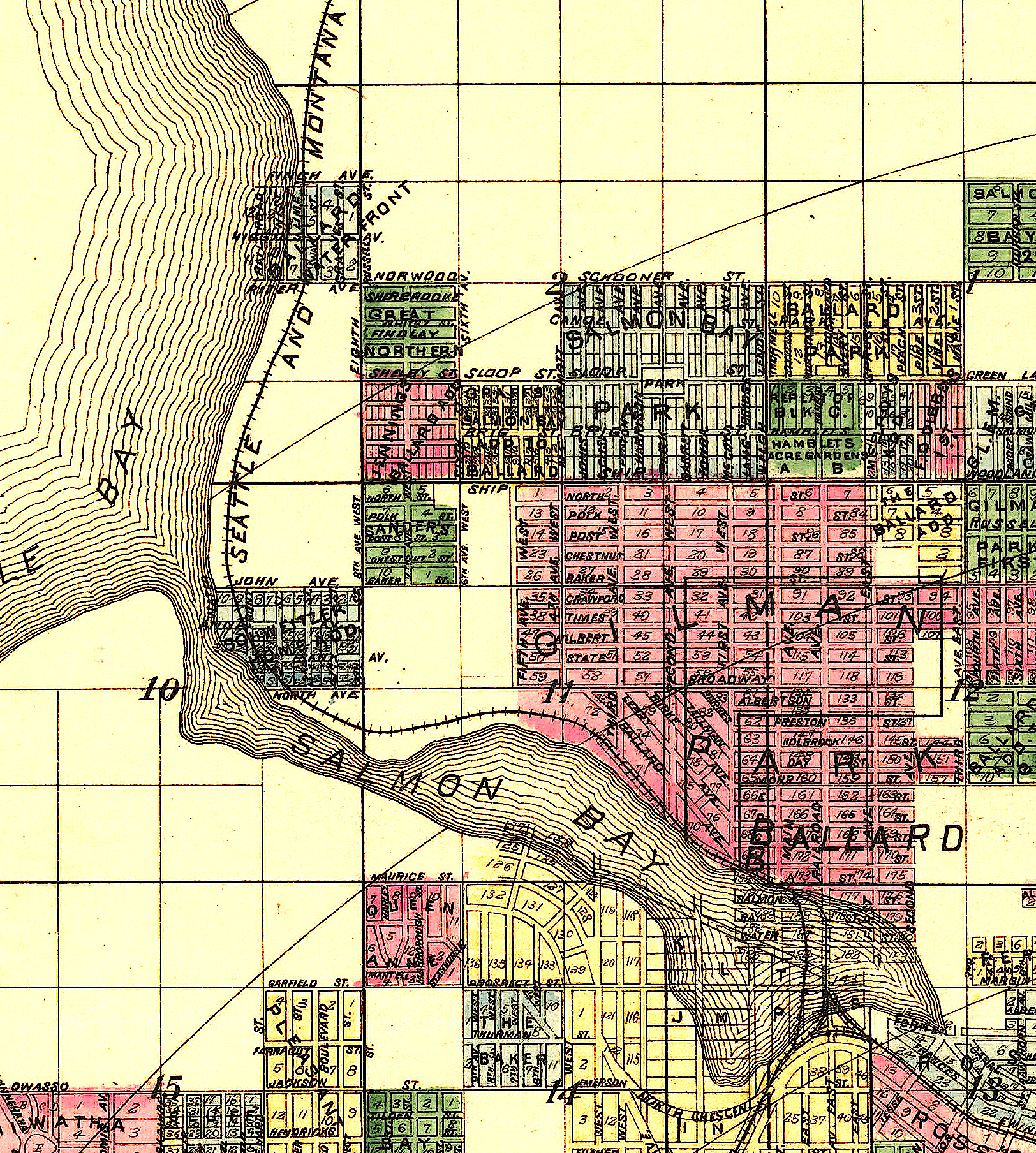
Seattle and Montana Railway an der Salmon Bay, 1890
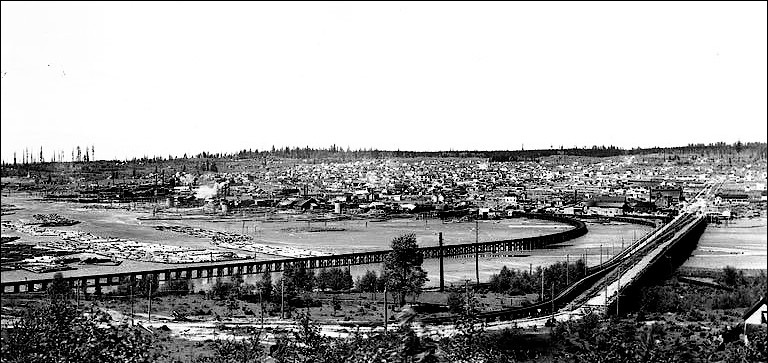
Die Trestle-Brücke der GN (links) und die erste Ballard Bridge (rechts, Straßenbrücke mit Gleis der NP) am Ostende der Salmon Bay, 1902
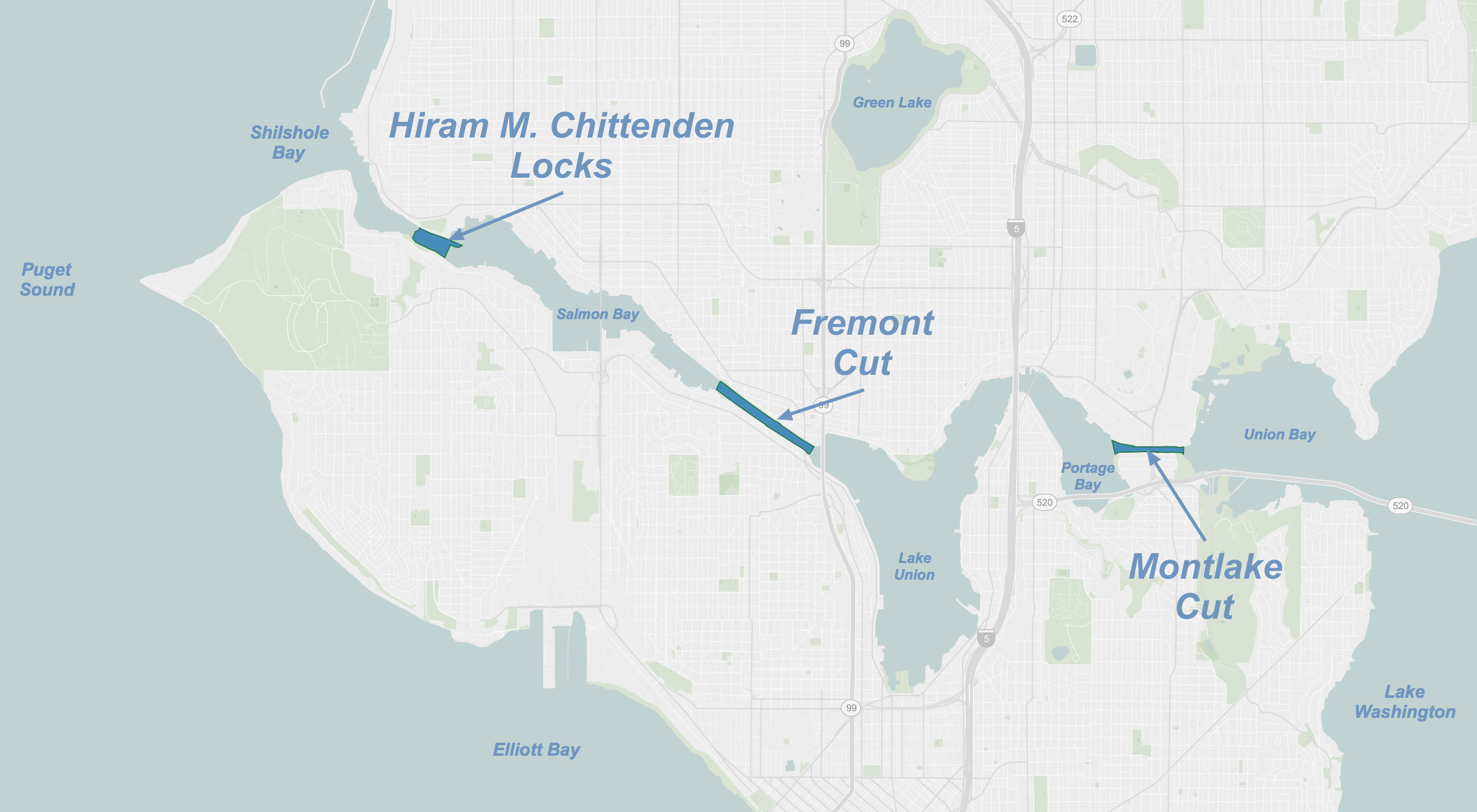
Der Lake Washington Ship Canal von der Salmon Bay zum Lake Washington
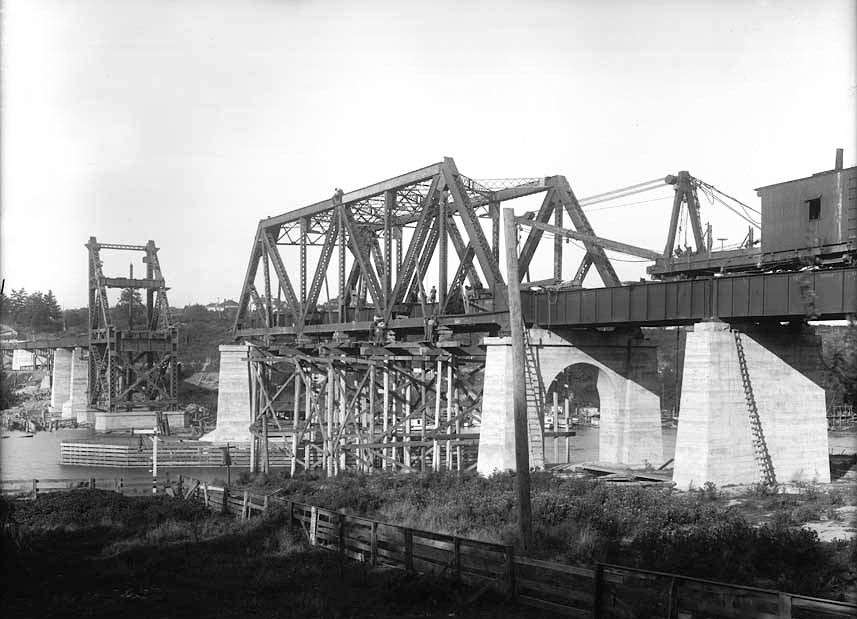
Bau der Salmon Bay Bridge 1913

### Eigentümerwechsel bis zur BNSF Railway 1995

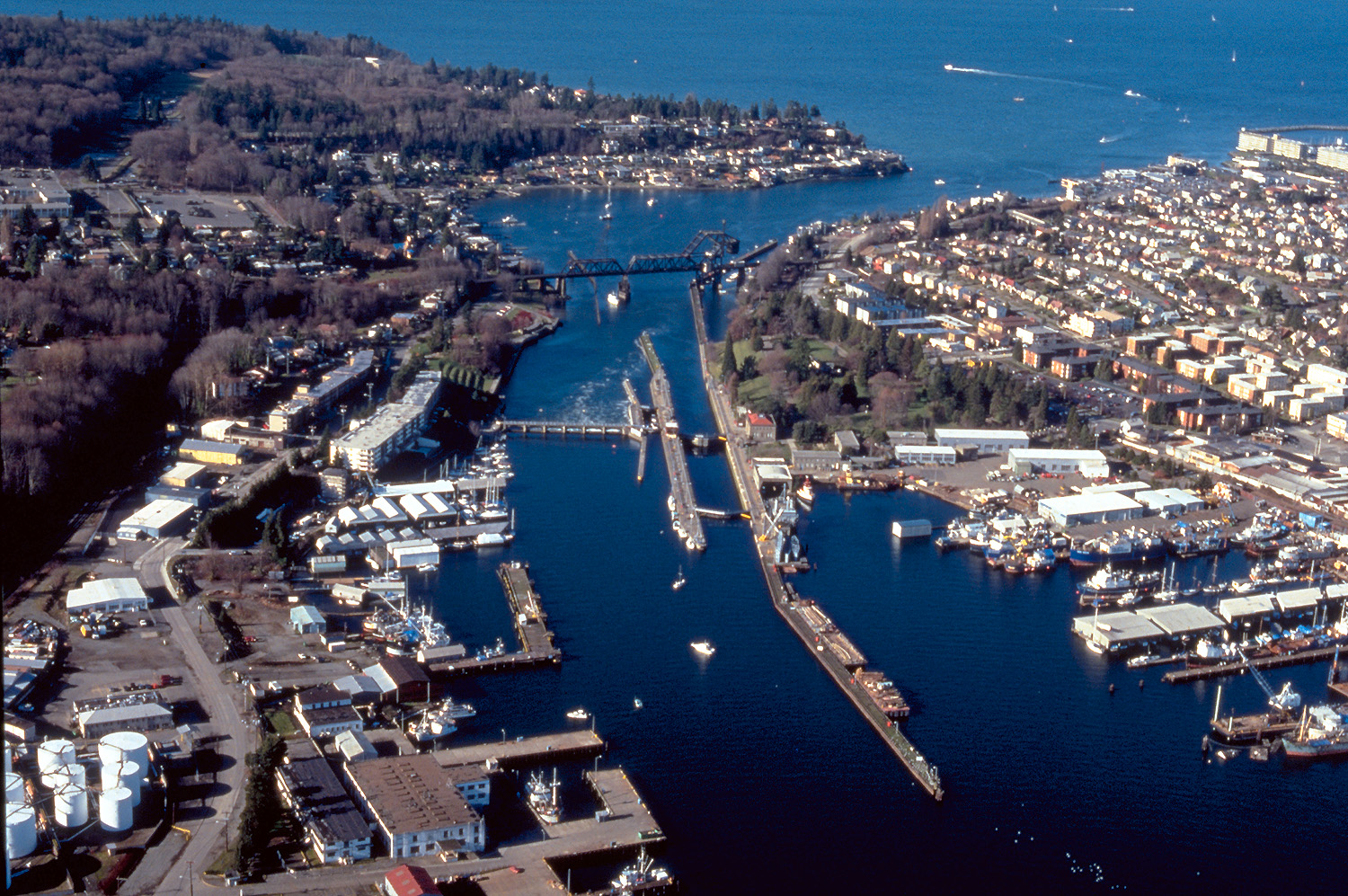
Lage der Brücke vor den Schleusenanlagen der Ballard Locks, im Hintergrund der Puget Sound (1995)

Bis Mitte des 20. Jahrhunderts florierte der Personen- und Güterverkehr mit der Eisenbahn in den USA, aber mit dem Ausbau des Straßennetzes verlagerte sich der Verkehr zunehmend auf die Straße, was ab den 1960er Jahren die großen Bahnnetze in Nordamerika immer unrentabler machte und in der Folgezeit zu mehreren Insolvenzen und Fusionen der Eisenbahngesellschaften führte. Die GN fusionierte 1970 mit anderen Eisenbahngesellschaften zur Burlington Northern Railroad (BN), die wiederum 1995 in der BNSF Railway aufging. Die BNSF betreibt nur noch Güterverkehr und die Salmon Bay Bridge ist Teil der Scenic Subdivision zwischen Seattle und Wenatchee, die wiederum Teil der wichtigen nördlichen transkontinentalen Hauptstrecke Northern Transcon der BNSF zwischen Chicago und Seattle ist. Zudem verkehren die Fernreisezüge Empire Builder und Cascades über die Brücke, die 1929 von der GN bzw. 1971 von der BN eingerichtet wurden und heute von Amtrak betrieben werden. Seit 2000 unterhält die BNSF zusammen mit Amtrak im Auftrag von Sound Transit die Sounder Commuter Rail, deren N Line zwischen Everett und Seattle seit 2003 auch die Brücke benutzt. Insgesamt liegt das tägliche Verkehrsaufkommen bei 30–40 Zügen. Während ihres über 100-jährigen Bestehens waren zahlreiche große Wartungsarbeiten an der Brücke nötig, speziell an der Klappbrücke. So wurde 1948 das Betongegengewicht erneuert sowie 1980 die Zugstangen zum Heben des Fachwerkträgers, 1995 der Antrieb des Klappmechanismus und 2010 die Lager der Drehzapfen des Gegengewichtsrahmens (rotierender Stahlrahmen mit dem Betongewicht).
Die BNSF erwog 2018 aufgrund der hohen Wartungskosten der Klappbrücke einen kompletten Brückenneubau mit einer integrierten Hubbrücke, entschied sich aber nach Rücksprache mit der Stadt und angrenzenden bzw. betroffenen Unternehmen 2020 für den Erhalt der historischen Brücke. Alternativ wird eine umfassende Modernisierung geplant, wobei die Klappbrücke im Vordergrund steht. Hier soll das Betongegengewicht und der tragende Stahlrahmen erneuert sowie die Fundamente der Klappbrücke ausgebessert werden.

## Beschreibung

### Gesamtüberblick

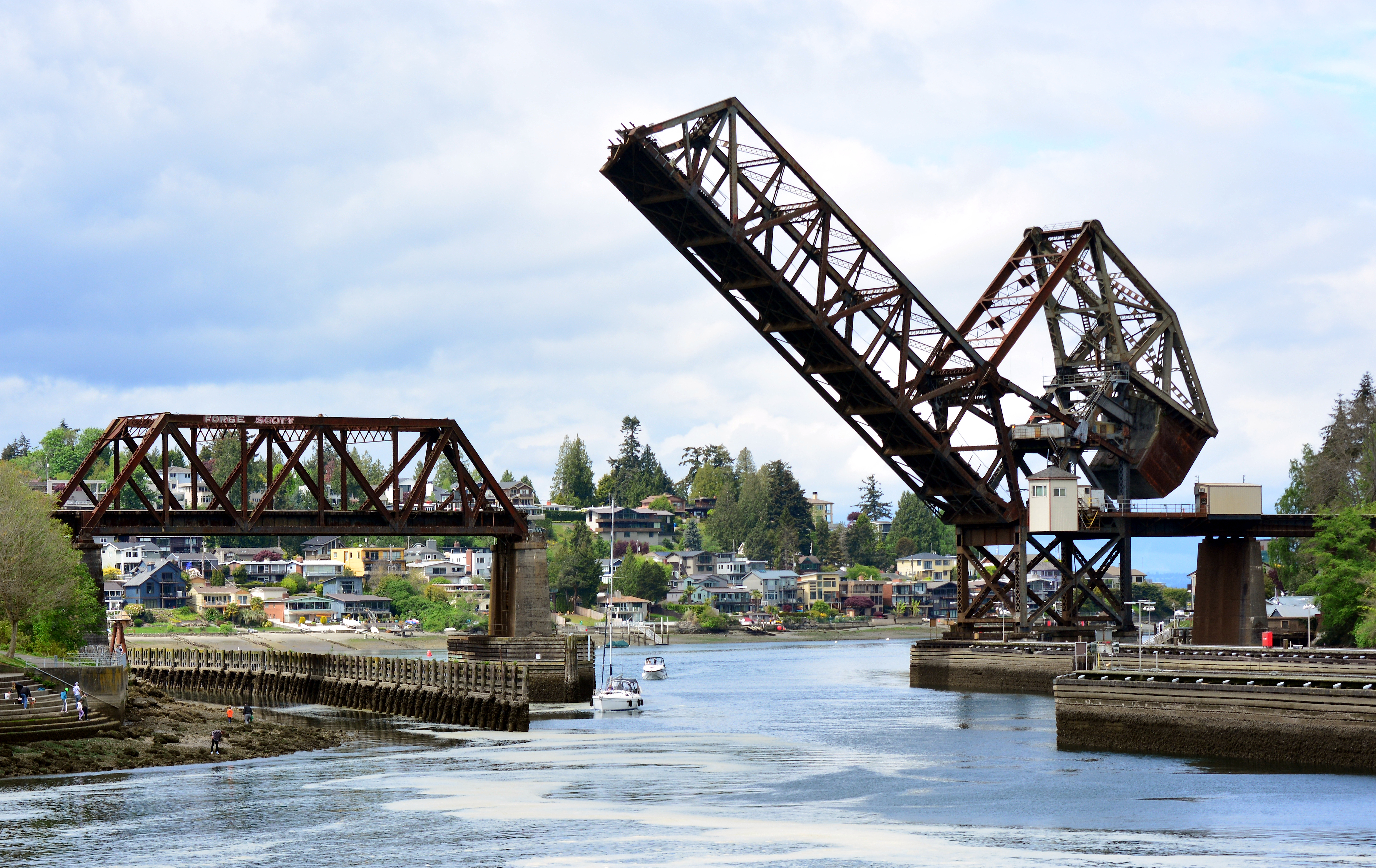
Die Klappbrücke im geöffneten Zustand, Blick nach Westen 2021

Die zweigleisige Eisenbahnbrücke überspannt die Salmon Bay in Nord-Süd-Ausrichtung, beschreibt mit ihren Zufahrten aber eine leichte S-Kurve. Zentrales Element des Bauwerks ist eine 126 m lange Fachwerkbrücke mit integrierter Klappbrücke, die die Fahrrinne in einem Winkel von 67° überquert und ergänzt wird durch Balkenbrücken aus Vollwandträgern, mit Längen von 155 m auf der Nord- und 66 m auf der Südseite. Der insgesamt 347 m lange und etwa 10 m breite Überbau ruht auf 17 Pfeilern und den beiden Widerlagern aus Stahl oder Stahlbeton. Die Strompfeiler der Fachwerkbrücke haben Grundflächen von 20 m × 7 m und ragen bei Niedrigwasser bis zu 17 m aus dem Wasser empor. Der südliche Fachwerkträger hat eine Länge von 50 m und der nördliche 76 m lange Teil ist als Fersenzapfenbrücke (heel-trunnion bridge) ausgeführt. Diese wird von einem Fachwerkturm mit einer Grundfläche von 10 m × 15 m getragen, der wiederum auf zwei Stahlbetonpfeilern ruht, die nur bis zur Hochwasserlinie reichen.

### Klappbrücke
Die Klappbrücke befindet sich direkt über der Fahrrinne und bietet im geschlossenen Zustand eine lichte Höhe von etwa 11 m bei Hochwasser (17 m bei Niedrigwasser). Durch den spitzen Winkel (<90°) zwischen Brücke und Fahrrinne konnte der mittlere Pfeiler nicht senkrecht zur Brückenachse errichtet werden und die beiden Fachwerkträger tragen diesem Umstand mit trapezförmigen Grundflächen Rechnung. Der bewegliche Fachwerkträger hat dadurch eine Länge von 63 m auf der Ostseite und 59 m auf der Westseite.

Funktion einer Strauss-Klappbrücke am Beispiel der Henry Ford Bridge
Fachwerkträger
Zugstangen
Verbindungsstreben
Gegengewichtsrahmen

Das Heben und Senken des Trägers erfolgt bei diesem von Joseph Baermann Strauss entworfenen Klappbrückentyp über Zugstangen (Zahnstangen), die das ausbalancierte System aus Fachwerkträger und Gegengewichtsrahmen bewegen. Beide Teile haben ihren eigenen Drehpunkt an den jeweiligen ruhenden Drehzapfen und sind über bewegliche Streben miteinander verbunden. Bei der Salmon Bay Bridge liegt der Drehpunkt des Brückenträgers in Höhe der Gleisebene (etwa 20 m über Niedrigwasser) und der Drehpunkt des Gegengewichtsrahmen 16 m höher. Zur Kompensation des Gewichtes des Trägers ist am Gegengewichtsrahmen ein Betongewicht angebracht. Durch eine sorgfältige Abstimmung der Gewichte wird nur eine geringe Kraft an den Zugstangen benötigt, um die Konstruktion aus Stahl und Beton in Bewegung zu setzen. Der etwa 2100 Tonnen schwere Fachwerkträger lässt sich bei der Salmon Bay Bridge in 75 Sekunden bis zu einem Winkel von 83° öffnen. Das Betongewicht wiegt etwa 1500 Tonnen, die restlichen 600 Tonnen entfallen auf die Stahlkonstruktion des Gegengewichtsrahmens.